# Plasmawolk

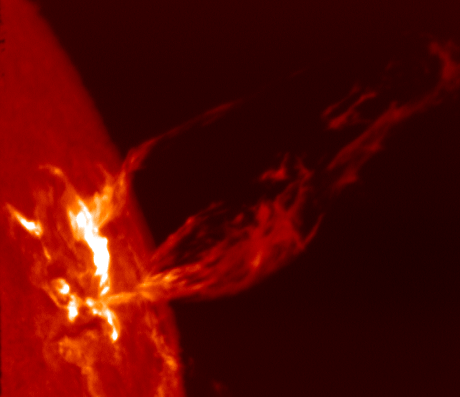
Het ontstaan van een plasmawolk

Een plasmawolk is een massale uitbarsting van zonnewind, ander licht isotoop plasma en magnetische velden die boven de corona uitkomen of de ruimte worden ingeslingerd
Een plasmawolk is niet hetzelfde als een zonnevlam, hoewel de twee verschijnselen aan elkaar gerelateerd zijn. De plasmawolken bestaan vooral uit protonen en elektronen, maar in veel mindere mate ook zwaardere elementen. Plasmawolken die de ruimte in worden geslingerd kunnen de planeten in het zonnestelsel bereiken. Hier worden ze afgebogen door de magnetische velden van de planeet naar de polen. Als de geladen deeltjes de atmosfeer bereiken, licht de atmosfeer op. Dit verschijnsel is bekend als poollicht.
De Amerikaanse onderzoekster Joan Feynman (1927 –  2020) deed veel onderzoek aan plasmawolken en maakte een model voor de effecten die zij hebben op ruimtevaartuigen. 
Nadere informatie over plasma in de ruimte zie plasmakosmologie.